# 590464 Helenlawson
590464 Helenlawson è un asteroide della fascia principale. Scoperto nel 2012, presenta un'orbita caratterizzata da un semiasse maggiore pari a 2,980174 UA e da un'eccentricità di 0,229249, inclinata di 7,821919° rispetto all'eclittica.